# Jennersdorf
Jennersdorf (ungerska: Gyanaflava, slovenska: Ženavci) är en kommun med status som stad i det österrikiska förbundslandet Burgenland. Jennersdorf som är distriktshuvudort ligger i södra Burgenland.
Jennersdorf, som tillhörde Ungern fram till 1921, omnämndes för första gången 1187 som „Janafalu“. Jennersorf var en jordbruksby fram till 1921, när orten blev distriktshuvudort. Jennersorf blev stad 1977.
Jennersdorf är främst en serviceort med några mindre och medelstora industriföretag. 
Jennersdorf ligger vid järnvägen Graz – Ungern (Szombathely) och vid riksvägen B57.

## Orter
Kommunen består av fyra orter (Ortschaften) (inom parentes invånarantal 1 januari 2024):
- Grieselstein (669)
- Henndorf im Burgenland (495)
- Jennersdorf (2 394)
- Rax (610)